# 尤拉克卡拉波山
10°00′08″S 77°02′26″W / 10.00222°S 77.04056°W
尤拉克卡拉波山（Yuraq Kallapu），是秘魯的山峰，位於該國北部安卡什大區，由博洛涅西省的瓦斯塔區負責管轄，屬於瓦良卡山脈的一部分，海拔高度4,800米。